# Idioma aini
El aini (también Äynu, Ejnu o Abdal) es una lengua túrquica hablada en el oeste de China. También escrito como aynu o ainu, incluso cuando no tiene ninguna relación con el ainu de Japón y Rusia. Es un lenguaje proveniente de una mezcla donde la gramática es turca pero el vocabulario proviene del persa. Es hablado por los nómadas también llamados aini.